# Kovilovo (Palilula)
Pour les articles homonymes, voir Kovilovo.
Kovilovo (en serbe cyrillique : Ковилово) est un village de Serbie situé dans la municipalité de Palilula et sur le territoire de la Ville de Belgrade. Au recensement de 2011, il comptait 920 habitants.
Kovilovo est officiellement classé parmi les villages de Serbie.

## Géographie

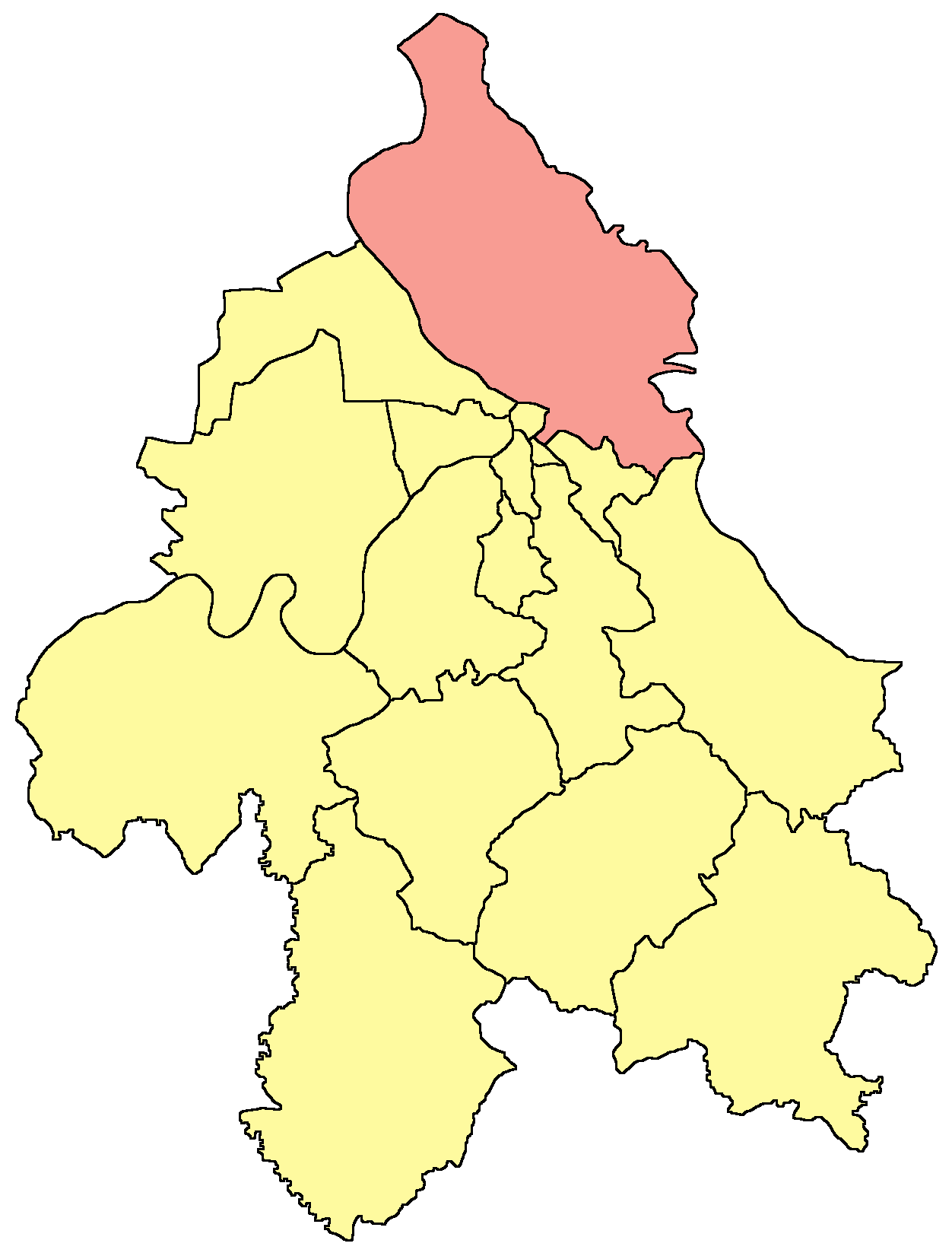
Localisation de la municipalité de Palilula dans la Ville de Belgrade

Kovilovo, situé au nord de la municipalité, appartient au Banat serbe. La localité se trouve à 15 km au nord du centre-ville de Belgrade, au croisement de plusieurs ruisseaux et canaux, notamment le Vizelj. Elle est située juste au sud de Padinska Skela.

## Histoire
L'actuel village de Kovilovo provient d'une ancienne ferme (salaš) du XIXe siècle appelée Kovilovo. Elle était habitée par des ouvriers hongrois, qui construisaient les quais de la rive gauche du Danube. Elle était considérée comme un faubourg du village de Borča et portait officiellement le nom de Borča Rit, « le marais de Borča ».

## Démographie

### Évolution historique de la population
| 1948 | 1953 | 1961 | 1971  | 1981  | 1991  | 2002  | 2011 |
| ---- | ---- | ---- | ----- | ----- | ----- | ----- | ---- |
| -    | 950  | 871  | 1 042 | 1 132 | 1 063 | 1 039 | 920  |

|  |

### Données de 2002
Pyramide des âges (2002)
En 2002, l'âge moyen de la population était de 35,1 ans pour les hommes et 37,3 ans pour les femmes.
Répartition de la population par nationalités (2002)
En 2002, les Serbes représentaient 92,42 % de la population.

### Données de 2011
En 2011, l'âge moyen de la population était de 39,8 ans, 38,4 ans pour les hommes et 41,2 ans pour les femmes.

## Complexe sportif
Le BG Sport Center Kovilovo est situé sur le territoire du village et dispose notamment de 6 champs de tir ; on y trouve aussi des terrains pour le football, le basket-ball, le volley-ball, le tennis ou le handball, ainsi qu'une salle prévue notamment pour le fitness et la relaxation. On y trouve aussi un hôtel et un centre de congrès qui peut accueillir 250 personnes.

## Transport
La ligne de bus 10 (Omladinski stadion – PKB Kovilovo – Jabučki Rit), gérée par la société GSP Beograd, dessert le village.